# Montmain (Sena Marítimo)
 Montmain  es una población y comuna francesa, en la región de Alta Normandía, departamento de Sena Marítimo, en el distrito de Rouen y cantón de Boos.

## Demografía
| 315 | 310 | 611 | 710 | 1048 | 1416 | 1335 | 1388 | 1314 |
| Para los censos de 1962 a 1999 la población legal corresponde a la población sin duplicidades (Fuente: INSEE [Consultar]) |     |     |     |      |      |      |      |      |